# Claude Cohen-Tannoudji

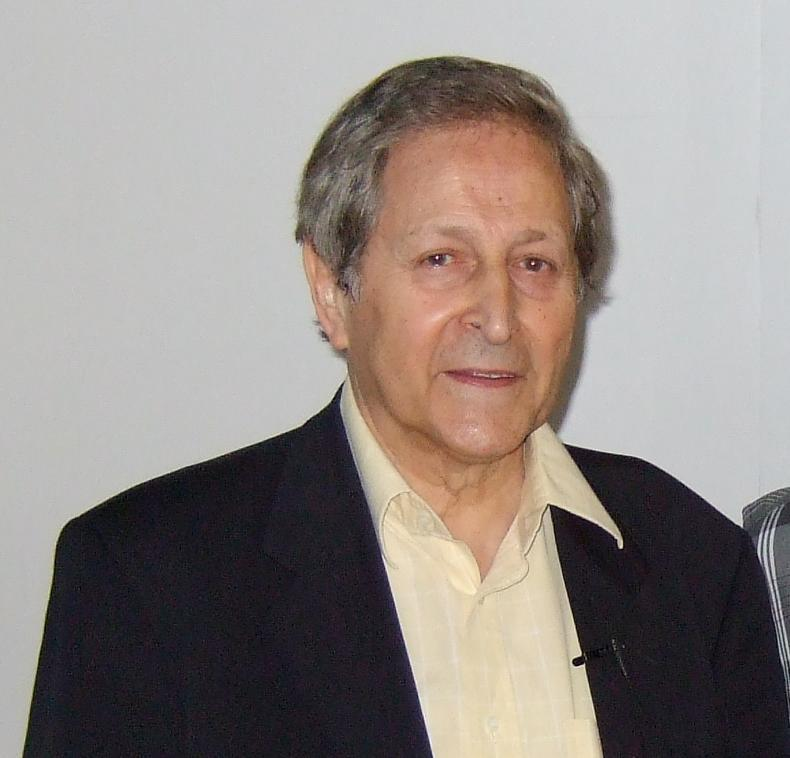
Claude Cohen-Tannoudji (2007)

Claude Nessim Cohen-Tannoudji (* 1. April 1933 in Constantine, Algerien) ist ein französischer Physiker. Für das Kühlen und Einfangen von Atomen mit Laserlicht erhielt er zusammen mit Steven Chu und William D. Phillips 1997 den Nobelpreis für Physik.

## Leben
Cohen-Tannoudji stammt aus einer jüdischen Familie, die seit dem 16. Jahrhundert in Algerien lebte und 1870 durch das Décret Crémieux die französische Staatsbürgerschaft erhalten hatte. 1953 bis 1957 studierte er an der Pariser École normale supérieure zunächst Mathematik, wandte sich jedoch nach dem Besuch von Vorlesungen des Nobelpreisträgers Alfred Kastler der Physik zu. 1957 schloss er das Studium mit dem Diplom (Agrégation) ab und leistete 28 Monate Wehrdienst. Seit 1960 war er als Wissenschaftler für das Centre National de la Recherche Scientifique (CNRS) tätig. 1962 wurde er promoviert. Seit 1962 unterrichtete er an der Universität Paris IV. 1973 wurde er Professor am Collège de France, wo er den Lehrstuhl für Atom- und Molekülphysik hat.
1976 war er Loeb Lecturer an der Harvard University und 1988 Lorentz Professor an der Universität Leiden.

## Leistungen
Die zuerst 1973 erschienene zweibändige Monographie Mécanique Quantique, die Claude Cohen-Tannoudji zusammen mit Bernard Diu und Franck Laloë verfasst hat, gehört nach wie vor zu den Standardwerken auf dem Gebiet der Quantenmechanik.
Zusammen mit Steven Chu und William D. Phillips entwickelte Cohen-Tannoudji ein Verfahren, mit dem Atome abgekühlt werden können, indem sich der Atomstrahl längs der Achse eines magnetischen Wechselfeldes ausbreitet. Mit dieser Technik wird der Atomstrahl abgebremst und die Atome können in einer Falle eingefangen werden. Anwendung findet diese Methode bei der Entwicklung präziser Atomuhren; sie kann auch für exakte Positionsbestimmungen und in der Weltraumnavigation eingesetzt werden.

## Preise und Mitgliedschaften
- 1963 Paul-Langevin-Preis
- 1964 Silbermedaille der CNRS
- 1971 großer Physikpreis der französischen physikalischen Gesellschaft (Prix Jean Ricard)
- 1979 Young-Medaille
- 1980 Ampère Preis der französischen Akademie der Wissenschaften.
- 1985 Prix des trois physiciens der Fondation Eugène Bloch, Paris
- 1990 Gay-Lussac-Humboldt-Preis
- 1992 Julius-Edgar-Lilienfeld-Prize der American Physical Society, zusammen mit Alan Guth
- 1993 Charles Townes Award der Optical Society of America
- 1995 Matteucci-Medaille
- 1996 Médaille d’or du CNRS
- 1996 Harvey-Preis
- 1996 Quantenelektronik Preis der European Physical Society
- 1997 Nobelpreis für Physik, zusammen mit Steven Chu und William D. Phillips „für ihre Entwicklung von Methoden zum Kühlen und Einfangen von Atomen mit Hilfe von Laserlicht“

Er ist auswärtiges Mitglied der American Academy of Arts and Sciences (seit 1992) und der National Academy of Sciences und Mitglied der Academia Europaea (seit 1993), der Königlich Belgischen Akademie der Wissenschaften, der National Academy of Sciences India, Allahabad, der Indian Academy of Sciences, Bangalore, der Indian National Science Academy in Neu-Delhi, der Australischen Akademie der Wissenschaften, der Päpstlichen Akademie der Wissenschaften, der Russischen Akademie der Wissenschaften und der Brasilianischen Akademie der Wissenschaften. Cohen-Tannoudji ist mehrfacher Ehrendoktor (Universität Uppsala, Hebräische Universität Jerusalem, Bar-Ilan-Universität, University of Sussex, Freie Universität Brüssel, Universität von Recife, Universität Lüttich, Peking University in China, Universität Tel Aviv, City University of Hong Kong, University of Strathclyde, Ben-Gurion-Universität im Negev).
Er ist Ehrenmitglied der Optical Society of America und der European Physical Society. Cohen-Tannoudji ist Großoffizier der Ehrenlegion.
Er ist Fellow der American Physical Society. 1981 wurde er Mitglied der Académie des sciences.

## Schriften
- mit Bernard Diu, Franck Laloë: Quantenmechanik, 2 Bände, 2. Auflage. De Gruyter, Berlin 1999, ISBN 3-11-016458-2
  - Französisches Original zuerst Hermann, Paris 1973
- mit J. Dupont-Roc et G. Grynberg Photons and Atoms. Introduction to Quantum Electrodynamics, Wiley 1989
- mit J. Dupont-Roc et G. Grynberg Atom-Photon Interactions: Basic Processes and Applications, Wiley 1992
- Atoms in Electromagnetic Fields, World Scientific 1994, 2. Auflage 2004
- mit F. Bardou, J.P. Bouchaud, Alain Aspect Levy statistics and laser cooling. How rare events bring atoms to rest, Cambridge University Press 2002
- mit D. Guéry-Odelin Advances in Atomic Physics – An overview, World Scientific, 2011
- Laser cooling and trapping of neutral atoms: theory, Physics Reports, Band 219, 1992, S. 153–164 (Proc. 20. Solvay-Kongress zur Quantenoptik)